# Тахини
Тахини је блискоисточни зачин направљен од млевеног семена сусама.  Најчешћа сорта долази од ољуштеног семена, али се могу користити и неољуштено;  ова друга сорта је благо горка, али хранљивија.  Семе се чешће пече него сирово. Тахини се може служити сам (као умак), направити као прелив за салату или користити као главни састојак у хумусу или алви.
Тахини се користи у кухињама Блиског истока и источног Медитерана, Јужног Кавказа, Балкана, Јужне Азије, Централне Азије и међу ашкенаским Јеврејима, као и деловима Русије и Северне Африке. Паста од сусама, која се користи у неким источноазијским кухињама, може се само незнатно разликовати од тахинија.

## Припрема и складиштење
Тахини се прави од семена сусама које се намаче у води, а затим згњечи да би се мекиње одвојиле од зрна. Згњечено семе се намаче у сланој води, што доводи до тога да мекиње потону. Плутајућа зрна се скидају са површине, препекују и мељу да би се добила уљаста паста. Такође се може припремити са непрепеченим семенкама и назвати „сирови тахини“.
Због високог садржаја уља, неки произвођачи препоручују хлађење како би се спречило кварење. Други не препоручују хлађење, јер то чини производ вискознијим и тежим за сервирање. 

На боју произведеног тахинија утиче врста сусама, непечени сусам даје тахини јарке боје; препечени или неољуштени сусам даје тахини тамније боје,  црни сусам даје тахини дубоке црне боје (назван „црни тахини“).  
- Тахини направљен од печеног сусама, назван „црвени тахини“
- Хумус преливен тахинијем
- Неољуштени тахини (лево) и ољуштени „бели“ тахини (десно) на полици продавнице у Барселони

## Употреба
Сосови на бази тахинија су уобичајени у блискоисточним ресторанима као прилог или као украс, обично садрже лимунов сок, со и бели лук, и разблажени су водом. Хумус се прави од куваног, пасираног леблебија, обично помешаног са тахинијем, лимуновим соком и сољу. Тахини сос је такође популаран прелив за месо и поврће у блискоисточној кухињи. Слатки намаз, алава тахинија (حلاوة طحينية „слатки тахини“) је врста слатке халве. Понекад се унутра или одозго посују пасирани или исечени комадићи пистаћа.
У многим деловима Блиског истока се маже на хлеб и једе као брза ужина или доручак. Алтернативно, хлеб се може умочити у тахини заслађен сирупом као што је сируп од грожђа, сируп од рогача или сируп од урми; заслађивач може да варира у зависности од региона. 

### За десерт
Тахини се такође користи у десертима као што су торте, колачи, алва и сладолед .     

### По региону

#### Кипар
На Кипру се тахини, локално изговара као таши, користи као умак за хлеб, а понекад и у сувлакију, што је уобичајено у Грчкој; такође се користи за прављење „тахинопите“ (пита од тахинија). 

#### Грчка
У Грчкој се користи као намаз, самостално или преливено медом или џемом. Тегле тахинија помешаног са медом или какаом доступне су у одељцима за доручак у грчким супермаркетима.

#### Турска
У Турској се меша са пекмезом да би се добио тахин-пекмез, који се често служи за доручак или после оброка као слатки умак за хлеб.